# Закоханість

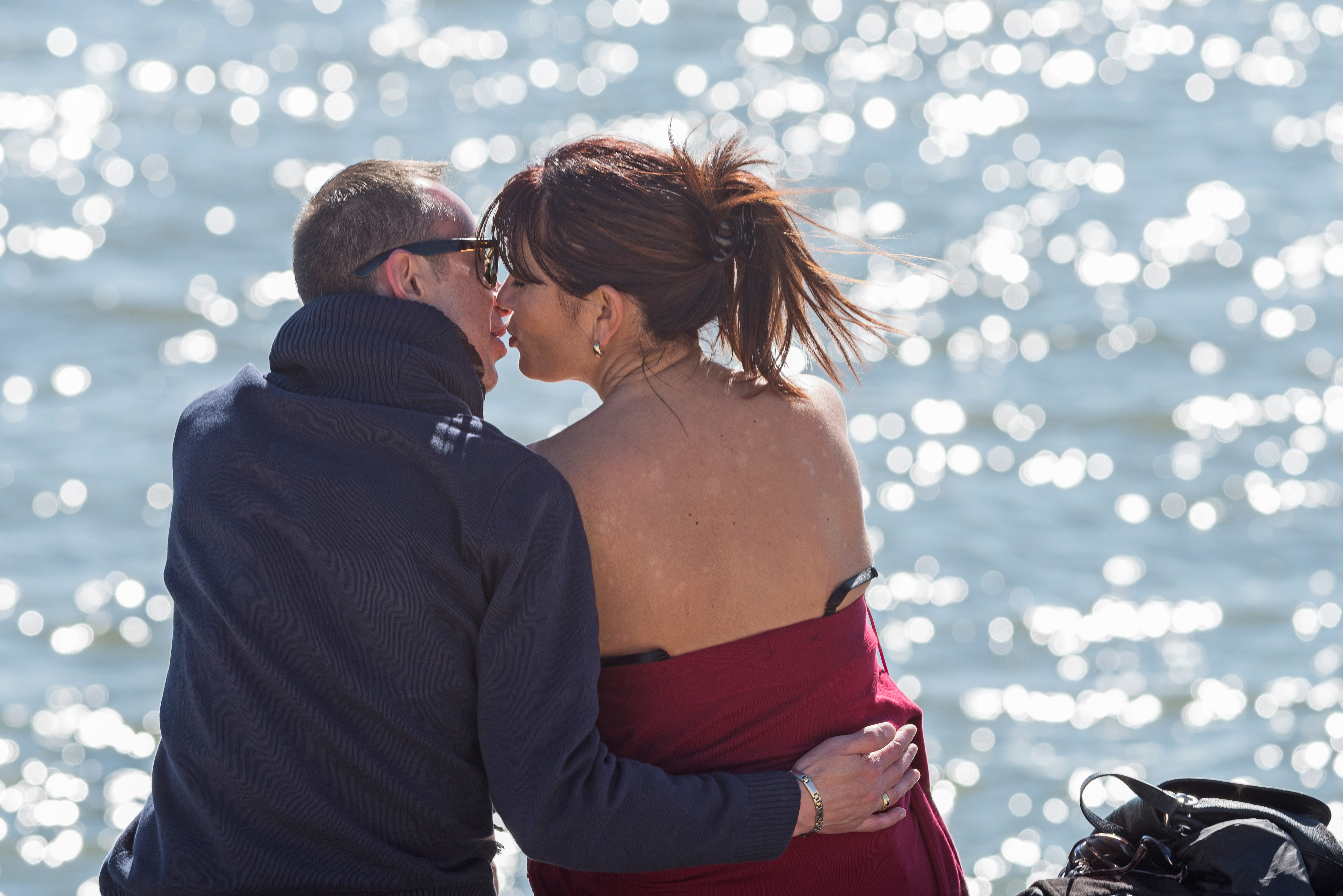
Закохана пара

Закоханість — сильне людське почуття (комплекс почуттів), об'єктом якого є інша особистість.

## Науковий базис
Досі тривають наукові дискусії щодо причин виникнення закоханості. За поточними уявленнями вона виникає і розвивається під впливом множини чинників та факторів, які мультидисциплінарно досліджують біологія, психологія і соціологія та інші науки.
Серед факторів, що сприяють виникненню закоханості:
1) фізіологічні чинники (запах, постава, зовнішній вигляд тощо);
2) психологічні чинники;
3) емоційні чинники;
4) соціальні чинники.
Закоханість зазвичай викликає зміни в організмі людини з метою розмноження. У чоловіків і у жінок змінюються рівні гормонів, що викликають позитивні емоції у разі взаємної закоханості і негативні в разі нерозділеної. Деякі вчені підкреслюють близькість закоханості і культури куртуазної любові.

## Феноменологія закоханості
Закоханість переживається на фізіологічному рівні, як наслідок хімічних взаємодій у мозку. При закоханості можна нічого не знати про людину, в яку закоханий(а), бути осторонь, але при цьому відчувати сильний сплеск емоцій через те, що виділяються тільки переваги, а недоліки здаються незначними. 
Закоханість - це набір емоцій, почуттів, сприймань та імпульсів, у нейрофізіологічному аспекті, вона становить складну послідовність дій. Закоханість може бути токсичною, з точки зору психотерапії, так як в основі закоханості є проекція - власні уявлення про людину. Під час закоханості люди наділяють один одного уявними рисами, які вони хотіли би в них бачити.
Другий аспект, що пов'язаний з теорію Юнга, що закоханість виникає у відщеплену частину себе, в якій людина відчуває сильну потребу. І коли така людина стає дорослою, вона закохується в кожного, хто може задовольнити цю потребу.
Тому закохані воліють дізнатися більше не лише про сьогоднішню особистість одне одного, але й минулу і майбутню. Це зусилля покликане виявити та прийняти відмінності між закоханими, що можливо завдяки психічній пластичності. Якщо це вдається, тоді зароджується любов.
На думку нейробіологів, під час закоханості в організмі людини виробляються фенілетиламін, норепінефрин і дофамін. Ці речовини пришвидшують обмін речовин, та викликають відчуття ейфорії.
Організм у такому режимі не може довго перебувати, тому закоханість швидко минає.

## Етико-антропологічний зміст
З точки зору філософії, закоханість є феноменом, який має біполярний характер:
1) вона може закінчитися і існувати лише в пам'яті людей протягом життя;
2) перейти безпосередньо в любов.

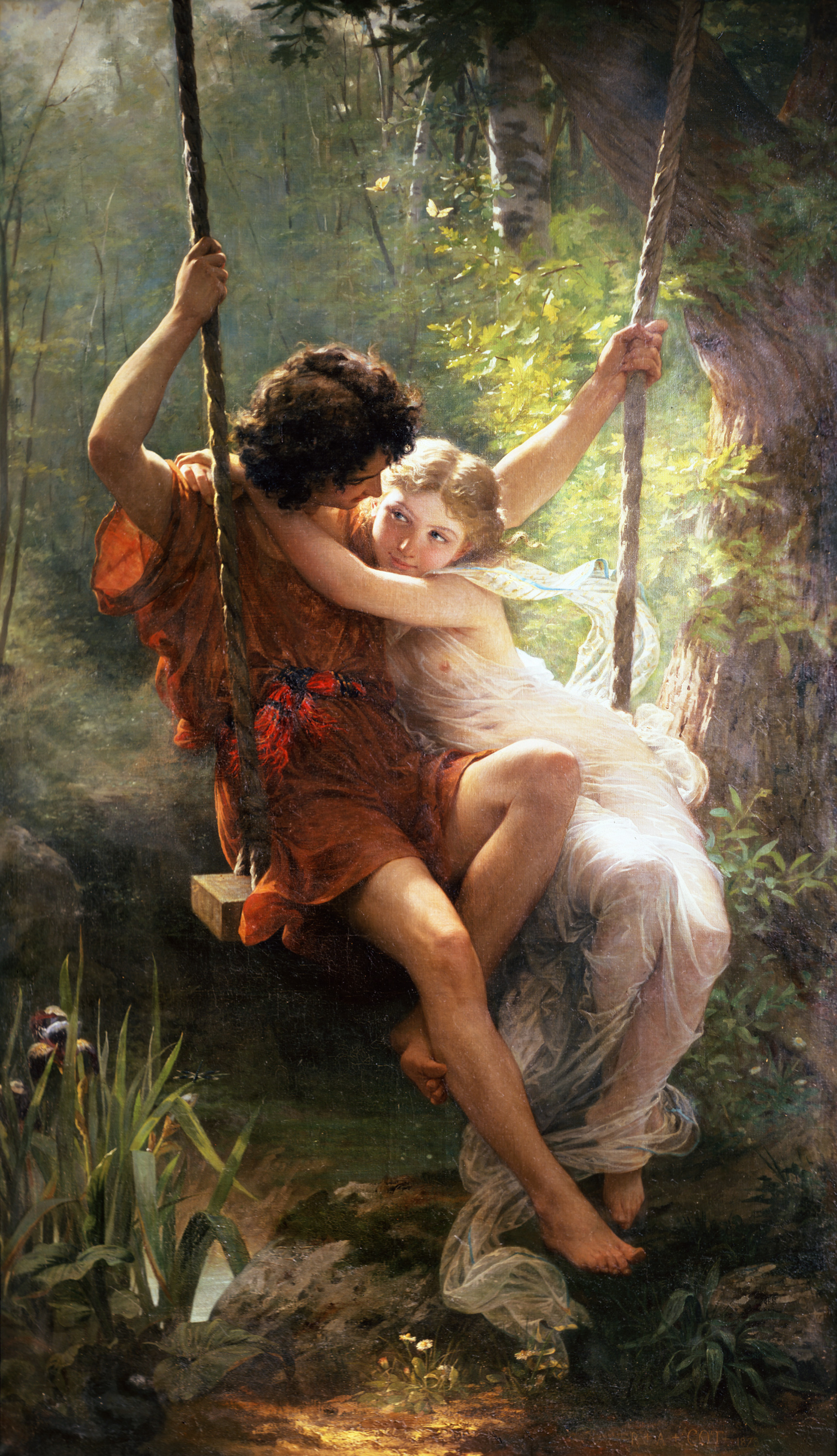
Весна, П'єр Огюст Кот, 1873 рік

«Закоханість століттями сприймалась як почуття, яке розбиває сімейну пару, як адюльтер. Закоханість розділяє те, що було єдиним, і поєднує те, що було роз'єднаним, але висуває при цьому структурну альтернативу відносинам, які існували дотепер. Закоханість — процес, в якому зустрінута нами людина, яка відповіла на наші почуття, стає об'єктом нашого пристрасного бажання. І це змушує нас переглянути, переосмислити все наше життя, і, перш за все, своє минуле. І навіть не просто переосмислити, а немовби заново народитися».
Закоханість — це завжди індивідуальний вибір (навіть якщо вона приходить вдесяте), палкий та вимогливий; це феєрверк, яким освітлюється все наше повсякденне існування. Закоханість — радше шлях, який веде вгору, адже ще М. Бердяєв називав закоханість — любов'ю-еросом, який уособлює шлях до ідей краси, божественної досконалості. Щоправда, у Бердяєва любов-ерос пов'язана з хтивістю та бажанням взаємності і отримує, урешті-решт, негативну оцінку. Він не заперечує її, але вважає глибоко трагічною. В той час, як істинно гідною вважає лише християнську любов-жалість, любов до всього, а не до когось окремого(-ї).
Цей стан означає з конкретною людиною відчувати радість навіть у найскрутніших обставинах. Англійський мислитель К. С. Льюїс наголошує, що «необхідно змиритися з тим, що закоханість минає, як молодість; але як людина не помирає після молодості, так і від закоханості лишається союз, що підтримується вольовими зусиллями, звичкою».
Російський амуролог Ю. Б. Рюриков зазначає, що «закоханість може бути бурхливішою, аніж любов, вона може „пекти“ людині сильніше за любов. Проте, вона часто „Я-центрична“, або, ще гірше, — егоїстична. Саме тому вона не так глибоко (у порівнянні з любов'ю) проникає в наші духовні глибини, менше просочує саму особистість, відповідно, людина, яка закохується, менше себе змінює і швидше гасне».

## Культурно-історичний контекст
За словами антропологині Гелен Фішер, ідея закоханості присутня майже у всіх існуючих культурах. Але вона прийняла літературно точну конфігурацію і стала основою шлюбу лише на Заході.
В Індії, згідно зі стародавньою кастовою системою, дівчина, яка закохалася в когось з іншої касти, повинна стати парією, ізгоєм суспільства. Індія розробила у вищій мірі еротичне мистецтво, мистецтво приносити сексуальне задоволення, а не романтичну літературу. Наприклад, Камасутра не дозволяє зрозуміти, чи партнер та партнерка люблять один одного.
Закоханість пов'язана, головним чином, із західною культурою любові. Основи її розуміння зародилися в Греції. У діалогах Платон пише про особливу еротичну практику, про те, як отримати задоволення від закоханості. Література Стародавній Греції та Римської імперії багата на любовну поезію, зокрема, у Сапфо, Катулла, Проперція і Овідія.
Закоханість набуває завершеного вигляду в 1200 році, з розвитком буржуазії, і є повстанням проти шлюбу за домовленістю сімей, утвердженням свободи особистості. Іноді це навіть бунт проти встановленого порядку щодо подружніх обов'язків, і навіть проти феодальної лояльності. Головні герої великих історій кохання, це ті, що рухаються проти натовпу, суспільства: Трістан та Ізольда, Ланселот і Гвіневера; є коханцями або/та тими, хто зрадили свого короля. Паоло і Франческа, проте, в «Божественній комедії» є прикладом піднесеної любові. Закохані стають відомими[уточнити], і зразкове кохання Абеляра і Елоїзи настільки трагічне і прекрасне, що народне благочестя погоджується врешті об'єднати в одній могилі. Створюючи середньовічну романтику, Вільям Шекспір написав «Ромео і Джульєтта» — історію кохання двох підлітків з ворогуючих кланів. В ім'я любові вони бунтують проти ворогування. Це картина про закоханість, яка стає повстанням проти наявних порядків, щоб створити нове суспільство з новими цінностями.

## Історико-філософське трактування

### Антична філософія
Англійський мислитель Томас Гоббс у «Людській природі» зазначає, що те, що ми іменуємо закоханістю, давні греки називали «еросом». Оскільки «ця любов з необхідністю передбачає розрізнення статі, то неможливо не визнати те, що вона є однією з різновидів невизначеного (пристрасного) захоплення». Проте для більшості античних мислителів це не є дійсним.

### Онтологіязакоханості
Закоханість, на думку Платона, подібна до: А) мисливства [Soph. 222e]
Закоханість подібна до мисливства, адже можна згадати слова Д. де Ружмона «дискурс любові — дискурс війни». Французький дослідник зазначає: «не думай, що битва кохання схожа на інші баталії, де по обидва боки лютує й гримить жахлива війна, бо кохання здобуває лише силою ласки та загрожує лише ніжними словами. Його стріли та удари — благодать то дарунки. Зустріч з ним — великий дар. Його артилерія — зітхання. Воно бере у полон своїми обіймами. Його січа у тому, аби віддати життя за коханого»..
Б) хворобливого та безрозсудного стану [Phaedr. 231c-d; 233b]
Платон у роздумах про закоханість підходить більш негативно; він акцентує на нездоровому та нерозумному стані людини, яка втрапляє в дискурс закоханості. Вона, на думку давньогрецького мислителя, приносить із собою більше тривог, страждань, болю, ніж людина, яка не перебуває в цьому стані. Тому закоханість — це неспокійний стан і не відпочинок, а навпаки, багатостраждальний шлях, під час якого люблячі опиняються в коловороті різноманітних випробовувань та перевірок на «міцність» почуттів.
Російська амурологиня Г. Іванченко, підтверджуючи платонівське розуміння складності онтологічного статусу закоханості, зазначає, що появу закоханості можна порівняти в космологічному контексті з «Великим вибухом», початком створення Всесвіту. Адже з виникненням закоханості у свідомості суб'єкта навколишній світ добрішає, життя стає радісним, людське існування прикрашається яскравими кольорами, все навколо починає здаватися прекрасним. Знайшовши свій предмет любові, ерос не може сприйняти нічого, що несе негативний відтінок.
Втім, як зазначає російська дослідниця О. Золотухіна-Аболіна, закоханість є одним з тих феноменів людського існування, що включені у досвід повсякденності. Адже, «озираючись назад, майже кожен може виділити серед тих чи інших настроїв та станів, роботи та пристрастей золоті дні своїх закоханостей. Дні, освітлені особливим теплом. Чи були вони щасливими в повному сенсі цього слова? Мабуть, ні, адже закоханість бувала й невзаємною, завершувалась розчаруванням чи не досягала любові. Чи вони були прекрасними? Звичайно, так. У такі дні все розглядалось через „чарівні окуляри“ — найкращі окуляри у світі, які дозволяють побачити Іншого, яким його задумав Бог».
Про це писав Аристотель у фундаментальній праці «Риторика». Там Стагірит зауважує, що «люди, які бажають бути предметом здивування для тих і самі дивуються тим, що володіють чим-небудь благим із числа величних речей, чи в кого вони просять чого-небудь такого, чим ті володіють, наприклад, в такому стані бувають закохані» [Rhet. II 6, 1384b 5-10].
Відповідно, закоханість починається зі здивування через те, що певна особистість стає для нас найзначущішою в світі. Людина, яка ще вчора була однією з тисячі в натовпі, стає Єдиною, неповторною та унікальною особистістю, здатною змінити наше існування. Ми дивуємося, що саме ця людина, а не яка-небудь інша, впала нам в око. Через здивування виникає захоплення існуванням Іншого, про яке писав Е. Левінас.
Аристотель в Риториці наголошує також про амбівалентність природи закоханості: «Для всіх людей любов починається тим, що вони не лише отримують задоволення від присутності коханої особи, але і в її відсутності відчувають насолоду, згадуючи її, і в них з'являється досада при її відсутності. І в бідах і в сльозах є всім нам відома насолода: гіркота з'являється через відсутність коханої людини, але в пригадуванні і в деякому роді спогляданні її, що вона робить і яка вона є — полягає насолода»[Rhet. I 11, 1370b 22-27].
Розвиваючи роздуми, Аристотель виводить визначення: «Закоханість — є не стільки божевільною пристрастю, скільки надмірною дружбою»[EN 1158a 10]. Стагірит, на відміну від свого вчителя, акцентує увагу на тому, що закоханість є саме різновидом дружби, а не сліпим захопленням, оскільки пристрасть (παθος) для давніх греків була гріховною. Через це він уникає осуду закоханих. Філософ підкреслює, що закоханість — це середнє між коханням, дружбою та пристрастю, яке вбирає в себе їхні елементи, але до них самих не зводиться.
Зустріч людини із закоханістю відбувається в повсякденності, тобто пов'язана з буденними подіями нашого життя, окремими повсякденним обставинами. Почуття, які виникають в цій ситуації, якщо переростають в любов, то стають вирішальними подіями всього життя особистості. В цьому місці простір та час повсякденності пов'язуються з людським та доленосним і, ймовірно, у місці зустрічі людини з любов'ю відкривається сенс життя, парадокси смерті та безсмертя, зворотність та незворотність часу, детермінізму світових сил і власної свободи вибору.
Що ж до причини появи закоханості, то фундаментальну роль в цьому процесі і для Платона, і для Аристотеля відіграє тіло. Так, Платон наголошує, що багатьох закоханих зачаровує тіло партнера, ще до того, як вони пізнали його характер і перевірили інші властивості коханого [Phaedr. 232e]. А Аристотель пише: «Як прихильність нагадує початок дружби, так і задоволення від споглядання іншого наштовхує на виникнення закоханості, оскільки ніхто не закохується, не відчувши до цього насолоди від образу іншої людини. Але хто насолоджується обличчям людини, ще не зовсім закоханий, він стає таким, коли у її відсутність сумує та жадає (epithymei) її присутності»[EN 1167а 4-10].
Розглянувши специфіку онтології закоханості (де і як виникає та особливості визначення) у Платона та Аристотеля, досліджують і її протікання.

### Праксеологіязакоханості
Закоханість має свою неповторну «історію», унікальний «час», у якому присутні специфічні риси, не притаманні жодному з екзистенціалів чи феноменів людського існування. Закоханість має особливий «шарм», «смак», не сплутуваний ні з дружбою, ні з коханням. Це розуміли і Платон з Арістотелем.
Платон у діалозі «Федр», який в давньогрецьких списках має назву «Про любов», фундаментально досліджує поведінку люблячих у дискурсі закоханості:
1) у закоханих присутнє поєднання сміливості та слабкості[Phaedr. 231c-d]
Суб'єкти закоханості амбівалентні, оскільки, з одного боку, ладні на все, щоб догодити предмету закоханості, всім його забаганкам і бажанням, і, водночас, коли їм щось не вдається зробити заради тих, у кого вони закохані, засмучуються і тужать так, що не знаходять собі місця.
2) головний момент у дискурсі закоханості — це побачення та діалог[Phaedr. 232b];
Діалог закоханих — не просто буденна розмова, а діалог, в якому народжуються Ти і Я. Без діалогу закоханість не може існувати, адже це буде монолог. Діалог не лише між тілами, але й між душами, за який люблячі несуть повну відповідальність, як ні перед чим іншим. У діалозі створюється особлива якість людей, які вже не можуть існувати одне без одного, існуючи вже як Ми.
3) у закоханості люблячі дуже вразливі, особливо з боку інших людей [Phaedr. 232c, Rhet. II 2, 1379a 20-25];
На думку сучасного українського філософа В. Малахова, під вразливістю любові мається на увазі вразливість люблячого серця, страждання кінечністю, самою онтологічною незабезпеченістю предмета закоханості. Любов крихка, і люблячі частіше страждають від жорстокості своїх коханих. Люди стають такими вразливими через нерозуміння.
4) закохані дуже позитивно ставляться одне до одного, проте, коли минає почуття, розкаюються в цьому [Phaedr. 231а];
Особистість, у яку ми закохані, стає для нас втіленням всього людства, «єдиною, милою». Ми не можемо по-іншому ставитися до неї, адже ця людина надає нам сенс існування і всього, що нас оточує. Жоден індивід, хоч який близький (батьки, діти, сестри/брати, друзі), не може «дати» те, що дарує особа, в яку ми палко закохані.
5) той, хто закоханий, мусить бути готовим багато працювати, бути готовим до жертовності заради тієї, кого любить, а іноді і до страждання[Phaedr. 231b, 233c];
Праця в закоханості означає те, що вона несе з собою багато нещасть, любовна історія сповнена труднощами. Любов сама собі висуває неминуче випробування, бо вона виходить за рамки чинної ціннісно-нормативної системи. Трагічність любові знаходить своє найяскравіше виявлення в її фіналі: або вмирає любов, або вмирає той (та), кого люблять.
6) почуття закоханості розповсюджуються не лише на саму особистість та її образ, але й на все те, що її оточує, до чого торкається рука коханої[Phaedr. 73d, Rhet. I 11, 1370b 20-22];
Це пояснюється тим, що предмет любові стає «всім світом, усім Всесвітом». Звідси стає цінним не лише сама особистість, а й все, до чого вона має стосунок, чому присвячує своє існування, всі близькі і рідні її душі та серцю.
7) закохані бояться, щоб хтось з них побачив іншого в девіантній чи аморальній поведінці [Symp.178, Phaedr. 233b]
Цим аспектом Платон зазначає, що закохані намагаються не чинити лихого. Вже істинна закоханість (не лише тілесна пристрасть) передбачає вигнання зла з серця і налаштування свідомості лише на добродіяння. Закоханість за природою несумісна зі злом і не вимагає злочинів «заради любові», бо тоді ми втрачаємо це прекрасне і світле почуття в собі і до нас самих.
Аристотель, розвиваючи ідеї свого вчителя, виділяє фундаментальні особливості закоханості (діалогу
```
люблячих):
```

1) взаємне задоволення від слів та діянь, зробленого, сказаного, відчутого одне до одного (за принципом «Ти — мені, я — тобі»)[EN1157а 5-10];
Аристотель вбачає, що в дискурсі закоханості дуже важливим є взаємність її суб'єктів. Адже, коли хтось з закоханих не відповідає в якийсь час взаємністю, то той, хто її не отримує, скаржиться. Це, на думку Стагірита, виникає через те, що закоханий любить через користь, а та, в кого закохані, любить через задоволення, відповідно, їхні цілі не збігаються. Доречною буде наступна особливість.
2) спільна мета люблячих у закоханості [EN 1164а 3-10].
Засновник перипатетичної школи даним моментом зазначає, що в закоханих все має бути єдиним, а головне — мета, бо якщо у людей різні цілі, то тоді вони закохані заради самих себе, але якщо навпаки, то люблять вони заради тих, у кого закохані.
3) предметом закоханості може бути лише одна єдина людина [EN 1158а 10-18];
В даному аспекті наголошується на унікальності і неповторності предмету закоханості, оскільки всі інші люди стають для нас не такими, як він. Ця людина стає «Ти», яке дозволяє усвідомити вперше власне «Я». Лише ця єдина особистість, в яку ми закохані, дозволяє по-новому подивитися на власне життя, побороти егоїзм і віднайти в ній самій абсолютний центр власного життя поза собою.
4) насолода від споглядання того, кого люблять[EN 1171b].
Ідея про велику значимість очей та споглядання коханої особистості пройшла через всю історію філософських роздумів у контексті закоханості. М. Шелер у праці «Ordo amoris» зазначає, що «закоханий замість того, щоб пізнавати свій предмет і в цьому русі до коханої особистості повністю в ній розчинятися — звертає увагу на всі ті почуття та враження, томління тощо, які викликає в нього коханий об'єкт».

### Есхатологіязакоханості
За думкою К. С. Льюїса, «необхідно змиритися з тим, що закоханість минає, як молодість; але як людина не помирає після молодості, так і від закоханості лишається союз, що підтримується вольовими зусиллями, звичкою».
Оскільки закоханість може закінчитися й існувати лише в пам'яті або трансформувавшись безпосередньо в любов, вона кінечна.
За Платоном, кінечність закоханості в тому, що суб'єкт любові приходить до тями і повертається до розуму, а також в тому, що розкаюється у вчинених діяннях предмету закоханості та складених йому клятвах[Phaedr. 240e-241a]. Через це його учень Аристотель в Нікомаховій етиці називає закоханість такою непростою справою, що деякі люди через свою слабкість ладні покінчити життя самогубством, щоб не переносити небезпек та труднощів, які трапляються на шляху закоханих[EN 1116а 12-15].
Проте, як наголошує Платон, особистість, у яку ми закохані, не може зрозуміти, що суб'єкт любові перебуває вже в іншому стані, не в закоханому. А коли вона розуміє це, то слушними є слова італійського амуролога Ф. Альбероні: «Коли ми втрачаємо нашу любов, одна година чекання може перетворитися для нас в роки, в століття, а туга за тими моментами вічності, що прожили з коханою людиною, не полишає нас все життя».
Тобто концепції закоханості у філософській спадщині античності узагальнюють, що:
1) Платонівська та аристотелівська традиції тлумачення онтології закоханості є протилежними точками зору. Перша — негативна, оскільки закоханість ототожнюється з хворобою і нерозумною пристрастю, а друга — позитивна, закоханість, на думку Стагірита, є надмірною дружбою, скерованою на єдину і неповторну особу. Закоханість, якщо поєднати думки двох філософів, є «вищою» за дружбу, проте «меншою» від любові.
2) Дискурс закоханих наповнений різними елементами, як радісними, так і гіркими, що приводить до думки про амбівалентність закоханості — «солодкої гіркоти», робить її унікальною з-поміж інших феноменів та екзистенціалів повсякденного людського існування.
3) Закоханість і для Платона, і для Аристотеля має свою есхатологію, яка є досить гіркою, оскільки закінчується лише як пам'ять про минулі відчуття або ж перетворюється в любов.

### Середньовічне розуміння закоханості
Італійський дослідник Ф. Альбероні в праці «Любов» наголошує, що згідно з християнським поглядом, «не існує відмінностей між закоханістю, любов'ю, любовним бажанням, та сексуальністю. Святе таїнство любові включає в себе ці аспекти одночасно: воно (християнство) перш за все створило гарантії для взаємного потягу і продовження роду, а все інше не має значення».
Фактично, після античності і до XX століття у західноєвропейській філософській думці феномен закоханості був поза увагою, осмислювали винятково або любов, або Пристрасть чи захоплення.

### Концепції XX століття (Р. Барт, К. Льюїс)
Найґрунтовнішу концепцію закоханості у XX ст. розробив французький мислитель Р. Барт у праці «Фрагменти мови закоханого». Необхідність її написання, на думку автора, полягала в тому, що «любовна промова перебуває сьогодні в граничній самоті. Мова ця, бути може, промовляється тисячами суб'єктів (хто знає?), але її ніхто не підтримує; до неї немає справи навколишнім мовам: вони або ігнорують, або недооцінюють, або висміюють її, вона відрізана не тільки від влади, але і від владних механізмів (науки, знання, мистецтва). Коли-небудь дискурс от так, сам собою, дрейфує в бік неактуального, за межі всяких стадних інтересів, йому не залишається нічого іншого, ніж бути місцем, хай як завгодно обмеженим, якогось твердження. Це твердження і становить сюжет початої тут книги…».
Барт підходить до феномену закоханості (а разом з тим і до кохання) з (постструктуралістської точки зору і на основі цього вибудовує книгу в діапазоні від сухих і абстрактних структуралістських штудій, витриманихє у строгому науковому дусі, до натхненних пасажів. Від езотеричного Лакана він вільно переходить до популярного журналу «Ми удвох» (який «непристойніше Сада»). Від Фур'є — до Лойоли. Від Шумана — до Вагнера. Від аскези — до чорних окулярів і синього фраку. Від федінга — до нестями і сліз. Від мови Уявного, чуттєвої мови, до її безжальної критики. Від спостережень за муками Іншого — до знезброєного зізнання у коханні, повз якого тепер вже не пройде жоден, хто описує пристрасть: «Знати, що для іншого не пишуть, знати, що написане мною ніколи не змусить улюбленого полюбити мене, що лист нічого не відшкодовує, нічого не сублімує, що воно як раз там, де тебе немає, — це і є початок листа».
Льюїс Клайв Степлс у праці «Чотири любові» значну увагу приділив закоханості. Він розглядає закоханість у християнському дусі. Англійський мислитель закликає, що не треба ототожнювати закоханість з пристрастю, статевим потягом та хіттю.
К. Льюїс зазначає, що не треба презирливо ставитися до неї, адже «найвірніший знак закоханості в тому, що людина воліє нещастя разом з коханою замість щастя без неї. Навіть якщо закохалися люди немолоді, які знають, що розбите серце склеюється, вони ні за що не хочуть пройти через горе та розлуку. Всі ці розрахунки негідні закоханості, як холодний і низький розрахунок Лукреція недостойний жадання. Коли самим закоханим зрозуміло, що їхній союз принесе одні муки, закоханість твердо відповідає: „Все краще за розлуку“. Якщо ж ми так не відповімо, ми не закохані. Закоханість не шукає свого, не шукає земного щастя, виводить за межі самості. Вона схожа на звістку з вічного миру».
Проте, він же наголошує, що не треба занадто звеличувати та захоплюватись закоханістю, бо «І все ж вона — не Любов. У всій своїй величі і самозреченні вона може привести і до зла. Ми помиляємося, думаючи, що до гріха веде бездуховне, низьке почуття. До жорстокості, неправди, самогубства і вбивства веде не минуща хіть, а висока, істинна закоханість, щира і жертовна понад усяку міру. Закоханість — найкрихкіший вид любові. Світ повниться наріканнями на її швидкоплинність, але закохані про це не пам'ятають. У закоханого не треба просити обітниць, він тільки й думає, як би їх дати. „Назавжди“ — чи не перше, що він скаже, і сам повірить собі. Ніякий досвід не вилікує від цього».
К. С. Льюїс робить висновок щодо закоханості: «Як і всі види природної любові, закоханість своїми силами встояти не може; але вона так нищівно солодка, страшна і піднесена, що падіння її воістину жахливе. Добре, якщо вона розіб'ється і помре. Але вона може вижити і безжально зв'язати двох мучителів, які будуть брати, не даючи, ревнувати, підозрювати, гніватися, боротися за владу і свободу».